# Amnyat
La Amnyat è un gruppo di elite dei terroristi somali Al-Shabaab, composto da specialisti con capacità di azione a livello internazionale, impegnato in attività di traffici e contrabbando; il gruppo usa metodologie proprie dei servizi di intelligence. L'organizzazione è frutto di una riorganizzazione di Al Shabaab posteriore alla sua nascita nel 2006, dopo le sconfitte ad opera del governo centrale somalo, e si hanno notizie quanto meno dal 2014 . 
Fonti già nel 2015 le attribuiscono "straordinarie capacità d’infiltrazione nell’apparato governativo e nella sicurezza".

## Struttura
Come i servizi più noti, Amnyat è organizzata in dipartimenti e cellule, ognuno dei quali ha uno scopo preciso o una competenza territoriale, con personale specializzato e ben remunerato rispetto agli standard locali ed agli altri membri dell'organizzazione; tra le sezioni si annoverano intelligence, controspionaggio, attacchi dinamitardi e omicidi. L'organizzazione si occupa di pianificare le operazioni, ricercare e uccidere i defezionari, portare a termine i sequestri che sono una importante fonte di introiti per il movimento oltre ad avere una grande risonanza politica quando coinvolgono stranieri; hanno una rigida compartimentazione e attenzione alla sicurezza, tanto che ogni sezione è all'oscuro del lavoro delle altre e i membri di una cellula non conoscono i volti degli altri colleghi, in quanto le riunioni si tengono a volto coperto. Secondo fonti interne alla giustizia e all'intelligence somale, l'organizzazione si occupa anche di "traffici illegali di avorio, droga, armi, carbone vegetale e di riciclaggio di denaro sporco".
Ancora nel 2014 veniva riconosciuto al servizio il limite nel mettere a frutto le informazioni raccolte poiché nella fase attuativa delle operazioni non disponeva di personale qualificato e doveva ricorrere a bambini, donne o altre persone non preparate tecnicamente. Le cose però visti i risultati degli attentati negli anni successivi potrebbero essere notevolmente cambiate. Anche le donne hanno un ruolo di raccordo, come in un caso di quattro somale arrestate ad un posto di frontiera nel 2015 mentre tentavano di rientrare in Somalia, perché usate come corriere tra un uomo di Amnyat nella prigione keniana di Shimo La Tewa.
Una delle sue figure cardine è reputata Zakariya Ahmed Ismail Hersi che in passato ha avuto una taglia di tre milioni di dollari posta su di lui dagli USA, ma che gli stessi Stati Uniti hanno chiesto al Kenya di liberare quando fu catturato dalle Kenya Defence Forces nella regione di Ghedo. Secondo altre fonti Hersi sarebbe stato solo un capo di medio livello, che comunque dopo la sua resa avrebbe rinunziato alla lotta armata rinnegando gli Shabaab, e tre giorni dopo il suo arresto il suo successore Tahlil noto anche come Abdishaku sarebbe stato ucciso il 24 dicembre 2014 secondo la National Intelligence and Security Agency (NISA) somala da un attacco aereo di un drone USA.
Tra le figure note dopo la loro morte Hassan Ali, indicato da una fonte somala come "chief Amnyat of lower shabelle region"